# Laurence Robertson
Pour les articles homonymes, voir Robertson.
Laurence Anthony Robertson (né le 29 mars 1958) est un homme politique britannique du Parti conservateur. Il est député de Tewkesbury de 1997 à 2024.

## Jeunesse
Robertson est né à Bolton, dans le Lancashire. Son père est mineur, facteur, livreur puis laitier. Sa mère est employée de bureau à Manchester.
Il fait ses études à la St James's CE Secondary Modern School et à la Farnworth Grammar School, toutes deux situées à Farnworth, puis au Bolton Institute of Higher Education (maintenant l'Université de Bolton) obtenant un diplôme en services de gestion.
Avant d'entrer au Parlement, Robertson occupe plusieurs postes, notamment en tant que collecteur de fonds caritatif, consultant en relations publiques, directeur d'entreprise, propriétaire d'usine de 1987 à 1988, consultant en gestion industrielle de 1983 à 1989 et ingénieur en études de travail de 1977 à 1983,.
De 1988 à 1991, Robertson est président des gouverneurs d'une école primaire, visiteur pour le programme de soutien aux victimes et président de zone pour la campagne pour la loi et l'ordre,.

## Carrière politique
Robertson se présente au conseil de Bolton dans le quartier de Derby en 1983 et dans le quartier de Burnden en 1986 mais n'est pas élu. Il est candidat non élu au Parlement dans la circonscription de Makerfield aux élections générales de 1987 et de nouveau dans la circonscription d' Ashfield aux élections de 1992,.
En mai 1997, Robertson est élu député de Tewkesbury avec une majorité de 9 234 voix.

### Postes
En septembre 2001, Robertson est nommé whip de l'opposition. En juin 2003, il est nommé ministre fantôme du Commerce et de l'Industrie. En novembre 2003, il est ministre fantôme des Affaires économiques et à partir de mai 2005, ministre fantôme de l'Irlande du Nord. Il n'obtient pas de poste ministériel au Parlement de 2010, mais est président de la commission des affaires d'Irlande du Nord jusqu'en juillet 2017, date à laquelle Andrew Murrison lui succède. Robertson est président de l'Assemblée parlementaire britannique et irlandaise entre 2012 et 2016. Ce groupe comprend des députés et des Lords, ainsi que des DT et des sénateurs, des parlements britannique et irlandais, ainsi que des membres des administrations décentralisées,.
Robertson s'intéresse de près à l'Irlande du Nord tout au long de sa vie. Robertson a grandi pendant les troubles en Irlande du Nord et note que même si « les événements dans la province ne m'ont pas immédiatement affecté, ils ont eu un impact sur ma pensée et ont fini par avoir une énorme influence sur ma carrière ».

### Unioniste et eurosceptique
Robertson est unioniste, luttant contre le fédéralisme européen et soulignant la nécessité et les avantages de préserver le Royaume-Uni de Grande-Bretagne et d'Irlande du Nord ».
Le 21 mai 1997, Robertson prononce son premier discours lors du projet de loi sur les référendums (Écosse et Pays de Galles) où il se prononce contre la dévolution.
Eurosceptique fort, Robertson fait campagne pour John Redwood dans la course à la direction des conservateurs en 1995 et milite dans le groupe de pression de l'UE Better Off Out. Il est membre du groupe de pression The Freedom Association. Il s'oppose à la dévolution et à l'Accord du Vendredi Saint en Irlande du Nord.

### Engagements
Entre 2004 et 2005, Robertson mène une campagne réussie pour sauver Alderman Knight, une école locale spécialisée pour les enfants ayant des difficultés d'apprentissage supplémentaires, des besoins complexes et des troubles du spectre autistique (TSA) de la fermeture ,. 
Laurence Robertson commence un travail au Conseil des paris et des jeux en octobre 2020 en tant que conseiller parlementaire sur le sport et le jeu plus sûr. Il est payé 2 000 £ pour 10 heures de travail par mois, ce qui équivaut à 24 000 £ par an. Il déclare qu'il ne défendrait pas l'industrie des paris malgré des réglementations plus strictes qui devraient être introduites .

## Vie privée
Robertson est un chrétien pratiquant. En mai 1989, Robertson épouse Susan Lees à l'église All Saints de Farnworth. En 2002, il a une liaison avec Claire Parker, sa secrétaire de circonscription qui est mariée. En 2005, Robertson et Lees divorcent.
Le 7 février 2015, Robertson épouse Annie Adams, à St Mary Undercroft dans une cérémonie célébrée par l'aumônier du président de la Chambre des communes .